# Transalpine-Run
Der Transalpine-Run (abgekürzt TAR; voller Name DYNAFIT Transalpine Run) ist ein Etappenlauf, bei dem man in Zweier-Teams (ab 2023 neu auch als Sololäufer) in sieben bzw. acht Tagen die Alpen überquert. Seit seiner ersten Austragung 2005 zählt er mit einer Streckenlänge von 200 bis 300 km und rund 15.000 zu bewältigenden Höhenmetern zu den anspruchsvollsten Bergläufen in Europa. Im Rahmen des "RUN2"-Formats wird Läufern ermöglicht, nur die beiden ersten Etappen zu laufen.

## Strecke
Die ersten elf Auflagen des Transalpine Run wurden anfangs auf der Westroute, dann im jährlichen Wechsel auf zwei Routen mit teils neuen Etappenorten und leicht veränderten Strecken gelaufen: Die Ostroute führte das mittlerweile rund 600 Athleten umfassende Teilnehmerfeld von Ruhpolding nach Sexten, die Westroute von Oberstdorf nach Sulden (ab 2015) bzw. Latsch (bis 2013).
Der Transalpine Run 2016 wurde auf einer ganz neuen Route gelaufen. Nach dem Start in Garmisch-Partenkirchen führt die Strecke über die Grenze nach Österreich und gastierte in den beiden Tiroler Orten Lermoos und Imst. Weiter ging es über Mandarfen im Pitztal und Sölden über die italienische Grenze nach St. Leonhard in Passeier. Die siebte und letzte Etappe endete schließlich in Brixen. Eine Bergsprint-Etappe gab es nicht mehr, die Veranstaltung wurde von acht auf sieben Etappen verkürzt. 2017 wurde eine ähnliche Strecke gelaufen wie 2015. Wegen zu viel Schnee in den Hochlagen wurde bei den ersten beiden Etappen eine Ausweichstrecke gelaufen. Neu war der vorletzte Etappenort Prad.

## Siegerlisten
Rekordsieger sind Thomas Miksch (9 ×) und Irene Senfter (7 ×).
Durch die unterschiedlichen Strecken sind die Zeiten nicht vergleichbar.
| Jahr | Männer                                       | Zeit (in Std.) | Frauen                                         | Zeit (in Std.) | Mixed                                     | Zeit (in Std.) |
| ---- | -------------------------------------------- | -------------- | ---------------------------------------------- | -------------- | ----------------------------------------- | -------------- |
| 2005 | Silvano Fedel / Ettore Girardi               | 19:43:34       | Sandrine Barioz / Corinne Favre                | 24:39:49       | Matthias Dippacher / Susanne Zettl        | 22:46:33       |
| 2006 | Silvano Fedel / Ettore Girardi               | 25:35:53       | Irene Senfter / Annemarie Gross                | 34:33:45       | Magdalena Schiffer / Markus Friedl        | 31:46:21       |
| 2007 | Paolo Larger / Luca Miori                    | 24:24:40       | Irene Senfter / Annemarie Gross                | 32:27:45       | Magdalena Schiffer / Markus Friedl        | 28:58:55       |
| 2008 | Silvano Fedel / Ettore Girardi               | 28:28:15       | Tracy Garneau / Nicki Haugan                   | 37:12:58       | Gertraud Höllrigl / Norbert Platzgummer   | 34:41:29       |
| 2009 | Andrew Symonds / Tom Owens                   | 24:02:47       | Irene Senfter / Petra Theiner                  | 32:10:21       | Angela Mudge / Ben Bardsley               | 27:26:24       |
| 2010 | Andrew Symonds / Tom Owens                   | 28:29:27       | Martina Pfeifhofer / Elisabeth Egarter         | 38:47:54       | Angela Mudge / Chunky Liston              | 32:24:07       |
| 2011 | David Castan Lopez / Miguel Caballero Ortega | 26:37:51       | Claire Gordon / Fiona Maxwell                  | 34:40:28       | Gaby Steigmeier / Seppi Neuhauser         | 31:44:16       |
| 2012 | Philipp Reiter / Iker Karrera Aranburu       | 31:53:29       | Gitti Schiebel / Ildikó Wermescher             | 41:28:40       | Irene Senfter / Stefan Tschurtschenthaler | 37:35:42       |
| 2013 | Dimitris Theodorakakos / Cameron Clayton     | 27:19:55       | Oihana Korthazar Aranzeta / Silvia Serafini    | 32:20:08       | Helen Bonsor / Andrew Fallas              | 33:50:13       |
| 2014 | Stephan Hugenschmidt / Mirco Berner          | 25:38:40       | Annemarie Gross / Tamara Lunger                | 36:05:56       | Emma Roca / Gerard Morales                | 30:50:54       |
| 2015 | Marc Casal / Oscar Casal                     | 28:33:15       | Helen Bonsor / Claire Gordon                   | 34:11:11       | Ragna Debats / Pere Bove Aurell           | 31:55:40       |
| 2016 | Helmut Schießl / Daniel Jung                 | 27:13.14       | Manishe Sina / Lisa Mehl                       | 38:46.03       | Melanie Albrecht / Timo Zeiler            | 30:41.13       |
| 2017 | Benjamin Bublak / Christoph Lauterbach       | 29:44.03       | Sanna El Kott Helander / Lina El Kott Helander | 34:40.25       | Marianne Hogan / Mathieu Blanchard        | 32:46.24       |
| 2018 | Hannes Namberger / Markus Mingo              | 28:46:39       | Lina El Kott Helander / Sanna El Kott Helander | 32:41:10       | Amanda Basham / Zac Marion                | 34:31:10       |
| 2019 | Martin Lustenberger / Stefan Lustenberger    | 25:29:16       | Ida-Sophie Hegemann / Suse Spanheimer          | 31:49:16       | Martin Kaschmann / Stephanie Kröll        | 31:31:05       |
| 2021 | Martin Lustenberger / Ramon Manetsch         | 25:35:20       | Ida-Sophie Hegemann / Eli Anne Dvergsdal       | 31:49:56       | Martin Kaschmann / Stephanie Kröll        | 31:12:51       |
| 2022 | Alexander Hutter / Elias Feineler            | 27:03:38       | Rea Kolbl / Erin Ton                           | 30:34:39       | Sebastian Hallmann / Ida-Sophie Hegemann  | 31:04:26       |
| 2023 | Patrick Ehrenthaler / Marcel Geißler         | 26:51:29       | Simone Räss / Nadja Fässler                    | 30:13:20       | Tanja Löwenhagen / Tobi Abt               | 28:08:13       |

| Jahr | Master Men                             | Zeit (in Std.) | Senior Master Men                   | Zeit (in Std.) | Master Mixed                           | Zeit (in Std.) |
| ---- | -------------------------------------- | -------------- | ----------------------------------- | -------------- | -------------------------------------- | -------------- |
| 2005 | Stefan Zäh / Gerhard Gattenmeyer       | 22:36.53       |                                     |                |                                        |                |
| 2006 | Thomas Miksch / Christian Stork        | 26:23.49       |                                     |                |                                        |                |
| 2007 | Manfred Wurzer / Eugen Innerkofler     | 25:22.37       |                                     |                |                                        |                |
| 2008 | Thomas Miksch / Christian Stork        | 29:59.48       |                                     |                |                                        |                |
| 2009 | Anton Philipp / Thomas Miksch          | 26:45.58       |                                     |                |                                        |                |
| 2010 | Anton Philipp / Thomas Miksch          | 31:17.36       | Gerald Blumrich / Jörg Schreiber    | 36:37.25       |                                        |                |
| 2011 | Anton Philipp / Thomas Miksch          | 29:15.59       | Rudi Schöpf / Hans Hörmann          | 33:50.06       |                                        |                |
| 2012 | Christian Stork / Michael Veit         | 34:25.57       | Gerald Rüschpöhler / Jörg Schreiber | 37:26.13       |                                        |                |
| 2013 | Anton Philipp / Thomas Geisenberger    | 30:17.58       | Thomas Miksch / Michael Sommer      | 32:22.04       |                                        |                |
| 2014 | Pascal Giguet / David Pasquio          | 27:49.35       | Peter Steinhauser / Michael Steger  | 30:51.06       | Annelise Felderer / Markus Planötscher | 34:46.00       |
| 2015 | Urs Jenzer / Ruedi Bärtschi            | 30:10.54       | Oswald Wenin / Richard Wenin        | 33:52.21       | Annemarie Gross / Franz Kröss          | 34:09.44       |
| 2016 | Florian Holzinger / Stefan Holzner     | 28:35.47       | Thomas Miksch / Jörg Schreiber      | 33:26.10       | Lord Jens Kramer / Irene Senfter       | 34:44.26       |
| 2017 | Florian Holzinger / Stefan Holzner     | 30:16.11       | Thomas Miksch / Jörg Schreiber      | 34:08.10       | Kim Mulder / Willem Van'T Veer         | 36:23.10       |
| 2018 | Clemens Keller / Armin Friesinger      | 34:04:54       | Ralph Klisch / Oliver Steininger    | 36:23:12       | Markus Planötscher / Annelise Felderer | 34:35:13       |
| 2019 | Wolfgang Sieder / Andreas Helfenberger | 30:01:28       | Anton Philipp / Seppi Neuhauser     | 28:26:32       | Lord Jens Kramer / Irene Senfter       | 33:16:27       |
| 2021 | Anton Steiner / Andreas Kristandl      | 30:36:06       | Stefan Lang / Thomas Miksch         | 33:16:46       | Lord Jens Kramer / Irene Senfter       | 34:51:18       |
| 2022 | Koen Wilssens / Krijn Van Koolwijk     | 29:50:30       | Anton Philipp / Clemens Keller      | 31:12:35       | Gabriela Egli / Sascha Hosennen        | 31:56:57       |
| 2023 | Sascha Hosennen / Peter Portmann       | 27:30:38       | Anton Philipp / Clemens Keller      | 28:04:25       | Claudia Rosegger / Benjamin Klöppel    | 29:49:44       |